# Moulin à eau de Saint-Antoine-de-Tilly
Pour les articles homonymes, voir Moulin à eau (homonymie).

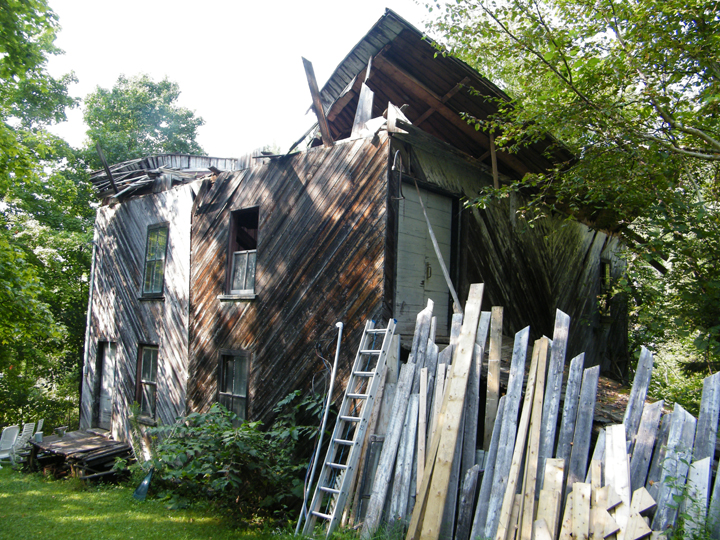
Moulin Beaudet à Saint-Antoine-de-Tilly le 16 août 2009. Le toit s'est écroulé en 2008.

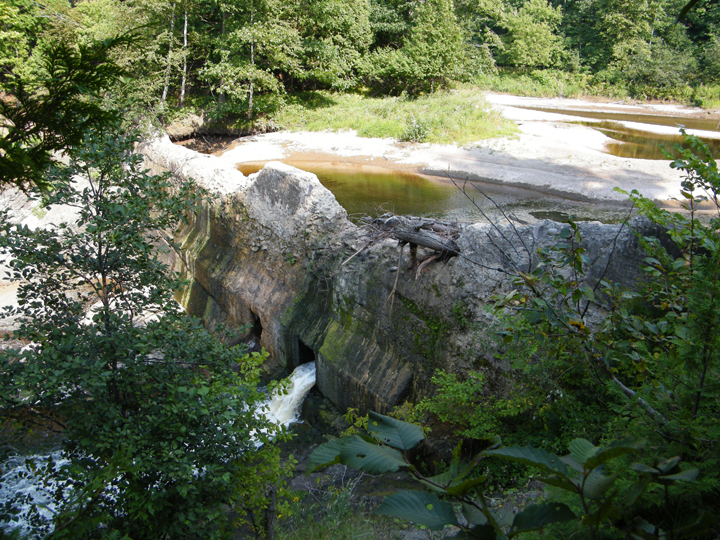
Barrage du moulin Beaudet sur la rivière Bourret à Saint-Antoine-de-Tilly le 16 août 2009.

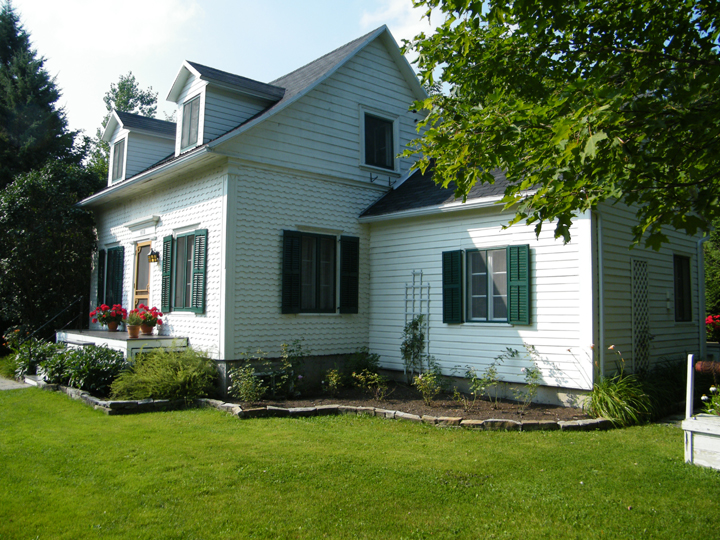
Maison du meunier du moulin Beaudet à Saint-Antoine-de-Tilly le 16 août 2009, située juste à côté du moulin.

Le Moulin Beaudet est l'un des derniers moulins à eau du Québec (Canada). Il est situé à Saint-Antoine-de-Tilly, dans la région de Chaudière-Appalaches. Il a été construit au début du XXe siècle, dans le secteur des Fonds, en bordure de la rivière Bourret. La toiture du moulin s'est effondrée en mars 2008 à cause du poids de la neige qui s'y était accumulée. Les propriétaires ont obtenu un permis de démolition en 2008. En 1995, tous les équipements et mécanismes avaient été retirés du moulin et vendus, ils sont aujourd'hui dans le Moulin du Petit-Pré à Château-Richer.

## Identification
- Nom du bâtiment : Moulin Beaudet
- Adresse civique : 4671, route Marie-Victorin
- Municipalité : Saint-Antoine-de-Tilly
- Propriété : Privée

## Construction
- Date de construction : début du XXe siècle
- Nom du constructeur :
- Nom du propriétaire initial :

## Chronologie
- Évolution du bâtiment :
  - 1995 : Vente des mécanismes
  - 2008 : Le toit s'est écroulé
- Propriétaires :
  - 1992 : Propriétaires actuels
- Meuniers :
- Transformations majeures :

## Architecture
Construction en bois

## Protection patrimoniale
La demande faite au ministère de la Culture du Québec a été refusée.

## Mise en valeur
- Constat de mise en valeur : Aucune mise en valeur.
- Site d'origine : Oui
- Constat sommaire d'intégrité : Les mécanismes ont été enlevés, ils sont maintenant utilisés au moulin du Petit-Pré à Château-Richer. Le toit s'est écroulé.
- Responsable : Les propriétaires